# United Buddy Bears

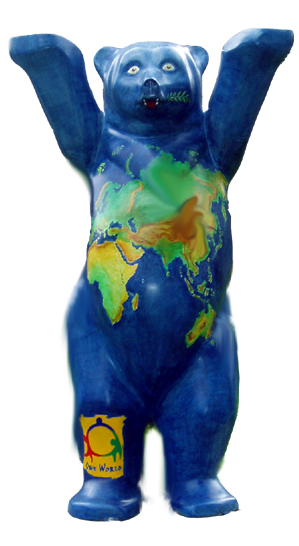
Скульптура ведмедя-приятеля

United Buddy Bears (фр. Les Oursons Unis) — міжнародна художня виставка, створена художниками з понад 140 країн, що проходила на 4-х континентах і була представлена перед мільйонною публікою. Експонатами цих виставок стали скульптури Бадді бер (англ. Buddy Bear — ведмідь-приятель) — це скульптури ведмедя в натуральну величину з скловолокна та індивідуальною розмальовкою. Бадді бер уособлює ідею, яка з кінця 1990-х років вже була з успіхом реалізована в інших великих містах. Все почалося в 1998 році з коров'ячої культури («Kuh-Kultur»).
Бадді бер був створений Євою й Клаусом Герліцами в тісній співпраці з австрійським митцем і скульптором Романом Штроблем. Близько 350 ведмедів були розмальовані та виставлені на вулицях і площах Берліна як Мистецтво в суспільному просторі.

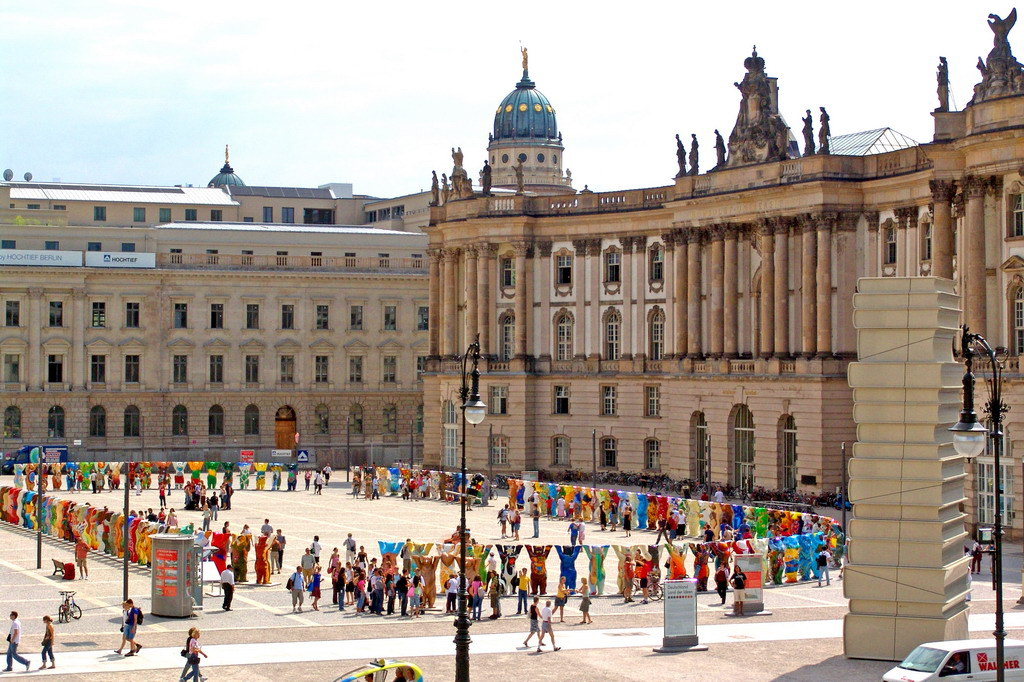
Картина виставки у Берліні

У 2002 році було реалізовано наступну більш масштабну ідею. Це так зване Коло United Buddy Bears (Коло об'єднаних ведмедів-приятелів). Організатори сподівалися на те, що завдяки образу миролюбно співіснуючих ведмедів вони зможуть своєрідно пропагувати толерантність і взаєморозуміння між народами, культурами та релігіями. А також зібрати пожертви для ЮНІСЕФ та багатьох інших організацій допомоги дітям завдяки аукціонам та іншим доброчинним акціям.

## United Buddy Bears
Коло цих об'єднаних ведмедів-приятелів налічує вже майже 150 скульптур, кожна з яких представляє одну з визнаних ООН країн і була створена митцем з відповідної країни. Як правило, ведмеді розташовані великим колом, яке організатори називають також «мистецтвом толерантності». Вхід вільний, наприклад, шкільні класи можуть відвідувати виставки в першій половині дня.
Проект, що єднає народи, вперше було показано влітку 2002 року на Паризькій площі в Берліні. Серед інших знаменитих гостей першу виставку відвідали зокрема Федеральний президент Німеччини Йоганнес Рау та посол ЮНІСЕФ, відомий актор Пітер Устинов.
У 2003 році проект було ще раз показано в Берліні, відкриття виставки провів Пітер Устинов, який раніше доклав значних зусиль для того, щоб в колі ведмедів-приятелів був представлений Ірак.

## Світове турне
У 2004 році почалося світове турне виставки. В тому році її можна було відвідати в Кіцбюелі (Австрія), в Гонконзі (під патронажем відомого актора Джекі Чана) та Стамбулі (Туреччина). У 2005 році виставка переїхала до Токіо (відкриття виставки було проведено Федеральним президентом Німеччини Горстом Келером і прем'єр-міністром Японії Коїдзумі Дзюнітіро), а восени — до Сеулу. Там вперше поряд один з одним миролюбно лапа до лапи стояли ведмеді з Південної і Північної Кореї, створені митцями з цих країн.
Міністр закордонних справ Німеччини Йошка Фішер ще в 2003 році сказав про United Buddy Bears, що вони є видатним твором мистецтва і водночас символом культурного багатства нашого єдиного світу, яке завдяки миролюбному співробітництву стане чимось більшим ніж просто сумою складових частин. Новий міністр закордонних справ Німеччини Франк-Вальтер Штайнмайєр у своєму привітальному виступі назвав виставку «послом Берліна і відкритої для світу Німеччини».

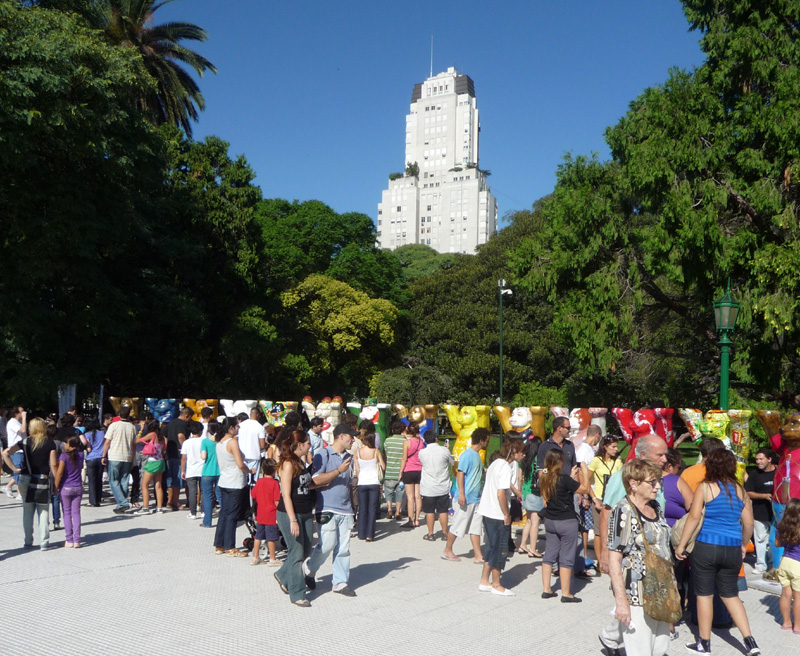
Буенос-Айрес,2009

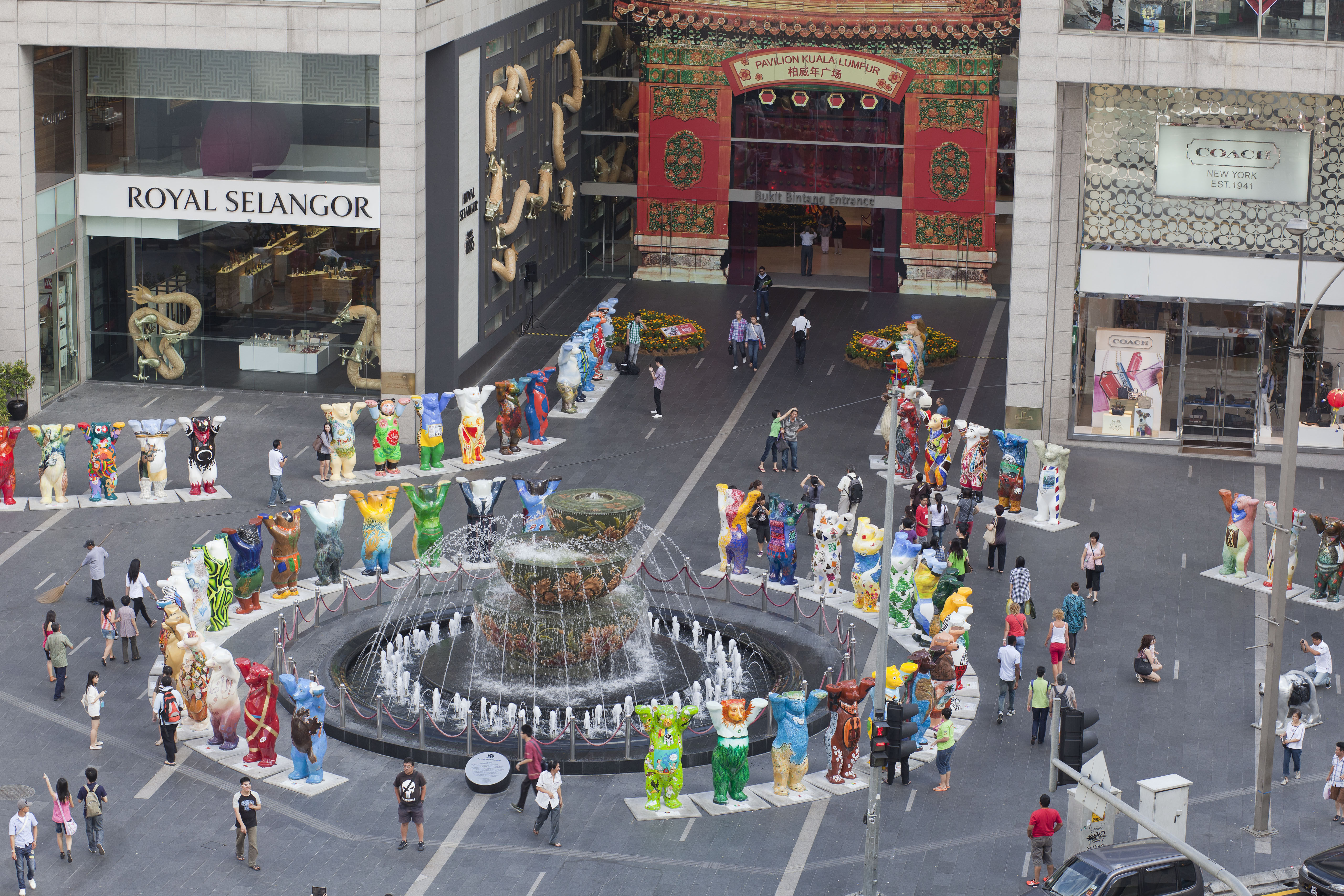
Куала-Лумпур,2011

Після виставки на початку 2006 року поряд з Оперою у Сіднеї (Австралія) під час Чемпіонату світу з футболу відбулася оновлена презентація в Берліні на історичній площі Бебельплац. Акторка та посол доброї волі ЮНІСЕФ Міа Ферроу відвідала виставку у Всесвітній день біженців, щоб привернути увагу до важкого становища біженців у всьому світі.
Після виставки в Берліні коло знову вирушило в світове турне, і його можна було відвідати на початку осені 2006 року на площі Карлсплац у Відні (Австрія); там виставка проводилась під патронажем акторки та посла ЮНІСЕФ Крістіани Гьорбігер.
Навесні 2007 року виставка була показана в Каїрі, там вона була відкрита першою леді Єгипту Сюзанною Мубарак на березі Нілу поблизу нового оперного палацу. Влітку вже давно запланована виставка під патронажем міністра закордонних справ Ізраїлю Ципори Лівні була проведена в Єрусалимі на площі Сафра. Там миролюбно, рука в руку стояли 132 країни, зокрема Ізраїль між Іраном та Іраком. Поряд з іншими арабськими країнами в 2007 році на цій виставці, що єднає народи, була представлена Палестина.
Навесні 2008 року виставка дісталася до Варшави. На Замковій площі її разом відкрили бургомістри трьох міст — Варшави (Ганна Гронкевич-Вальц), Берліна (Клаус Воверайт) і Парижа (віце-бургомістр Анн Ідальго).
Влітку 2008 року об'єднані ведмеді-приятелі гостювали в Штутгарті на площі Шлоссплац, відкриття виставки провів обер-бургомістр міста Вольфганг Шустер. Восени 2008 року в Пхеньяні (Північна Корея) пройшла визначна виставка «Юнайтед Бадді Беарс». Вона стала першою виставкою в Північній Кореї з вільним доступом для кожного. Подальші яскраві виставки відбулися слідом 2009-го у Буенос-Айресі та Монтевідео.
Виставки подальших років:
- 2010: Берлін, Астана, Гельсінкі
- 2011: Софія, Берлін, Куала-Лумпур
- 2012: Нью-Делі, Санкт-Петербург, Париж
- 2013: Єкатеринбург[3]
- 2014: Ріо-де-Жанейро[4]
- 2015: Гавана, Сантьяго
- 2016: Пенанг
- 2017: Берлін
- 2018: Рига[5][6]
- 2019: Гватемала (місто)
- 2020-2022: Зоопарк Фридрихсфельде

На черзі в організаторів багато інших великих міст, зокрема Пекін, Вашингтон та Прага.

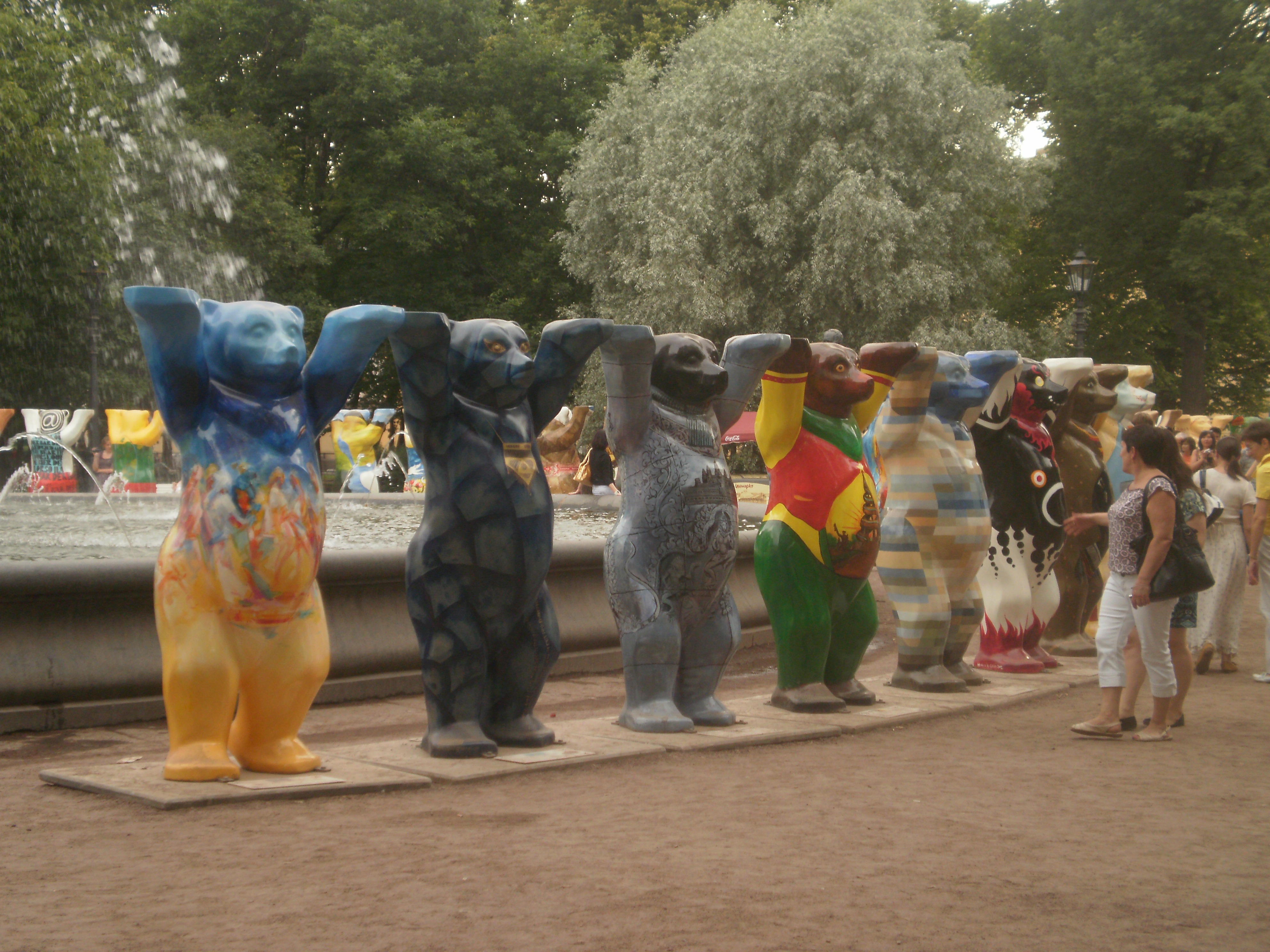
Санкт-Петербург,2012
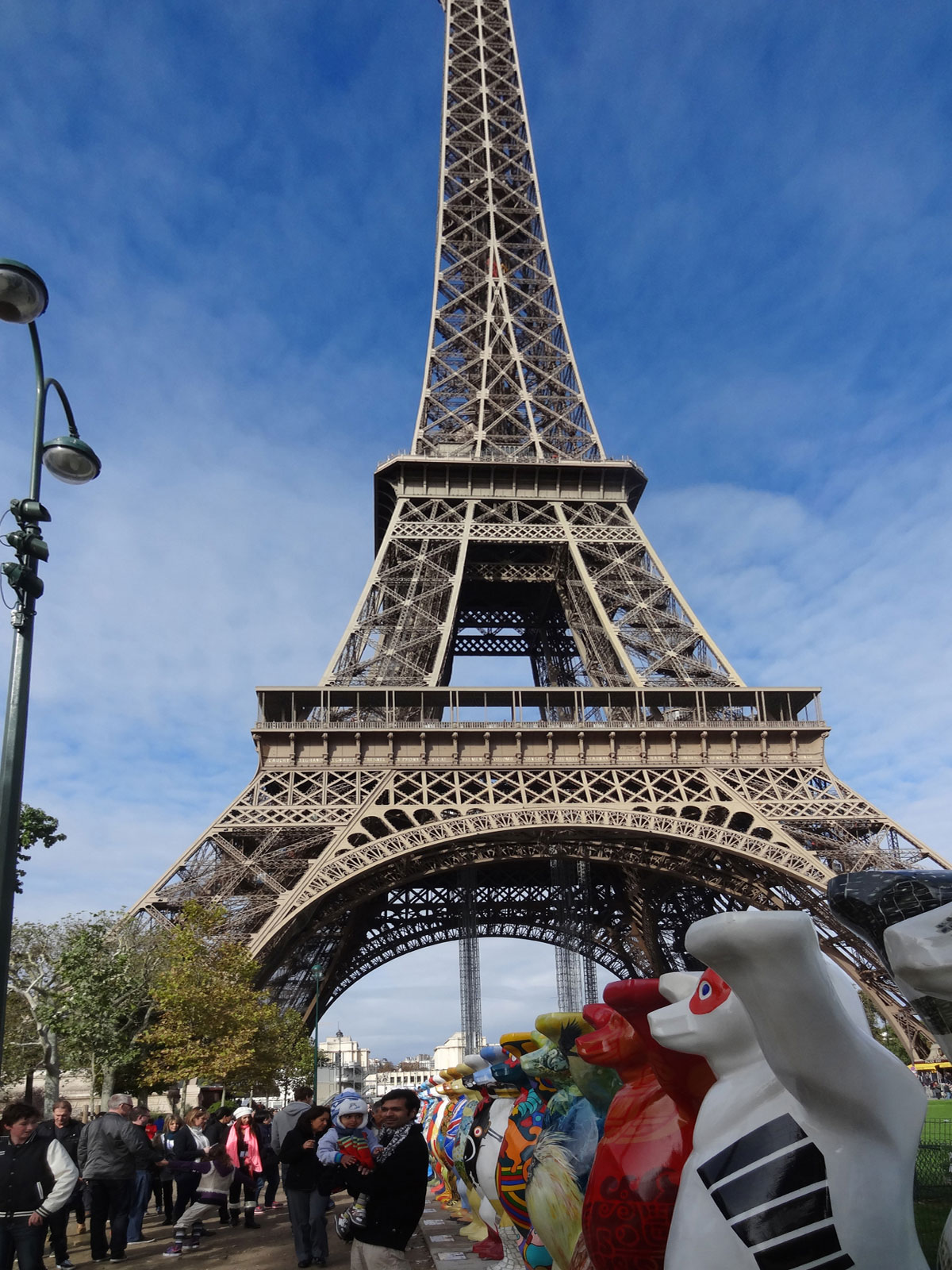
Париж,2012
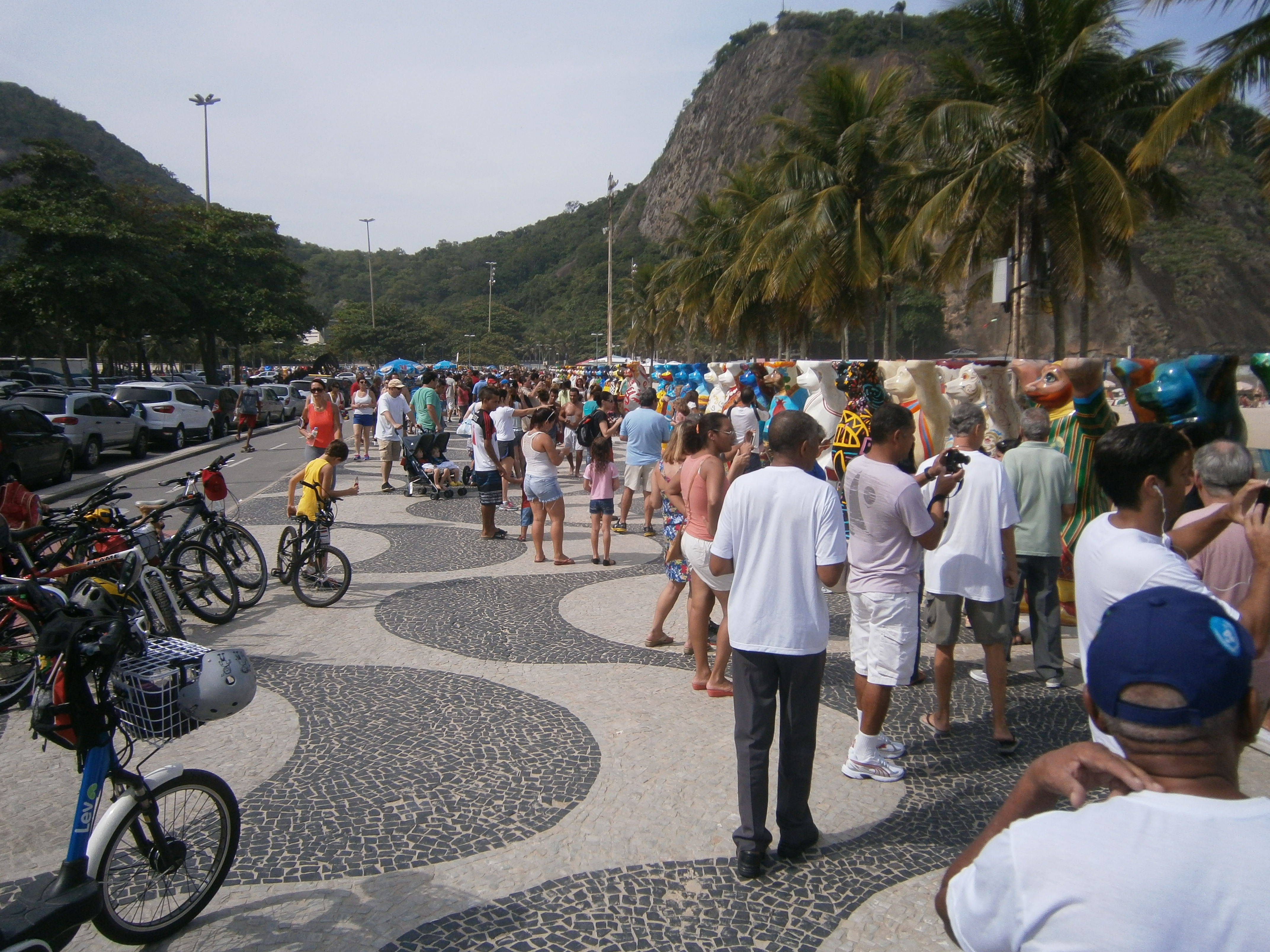
Ріо-де-Жанейро та Копакабана,2014
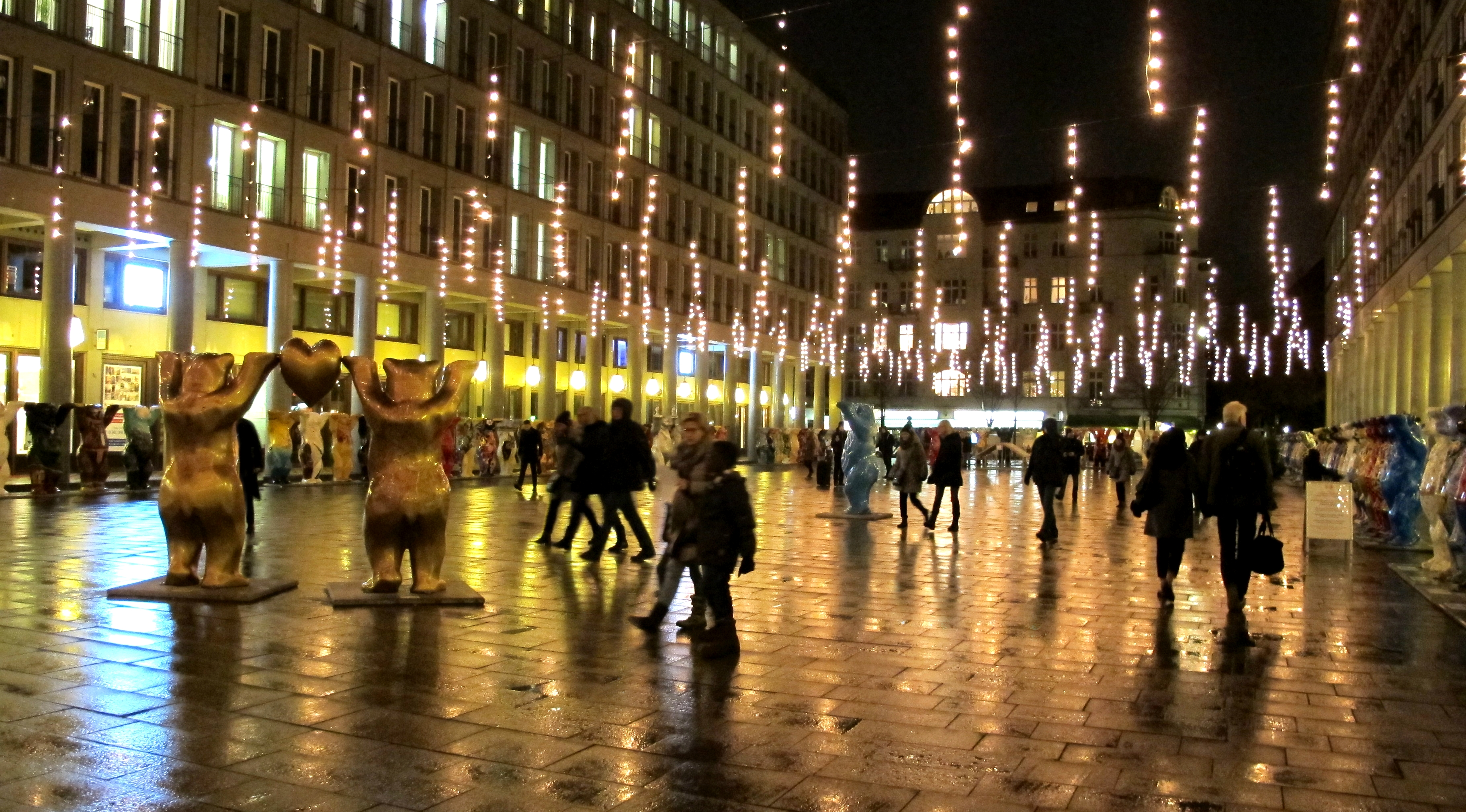
Берлін,2017-2018
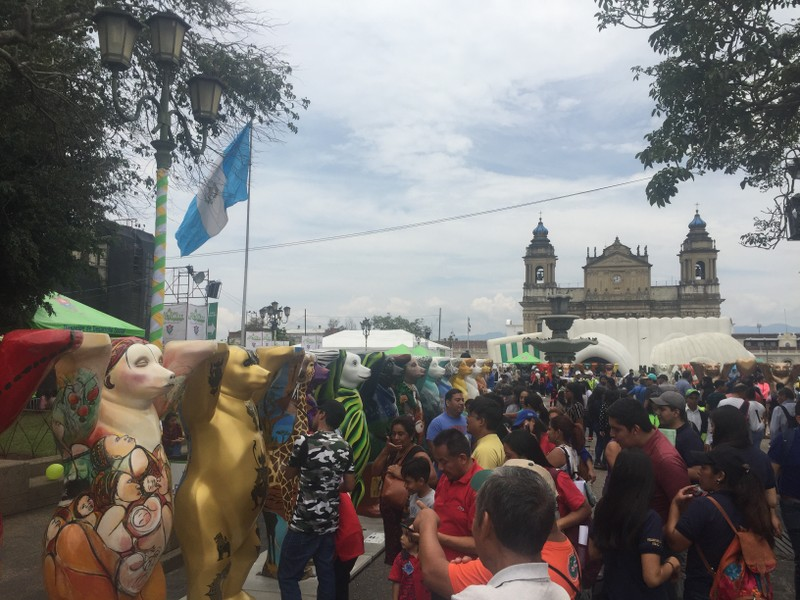
Гватемала (місто),2019
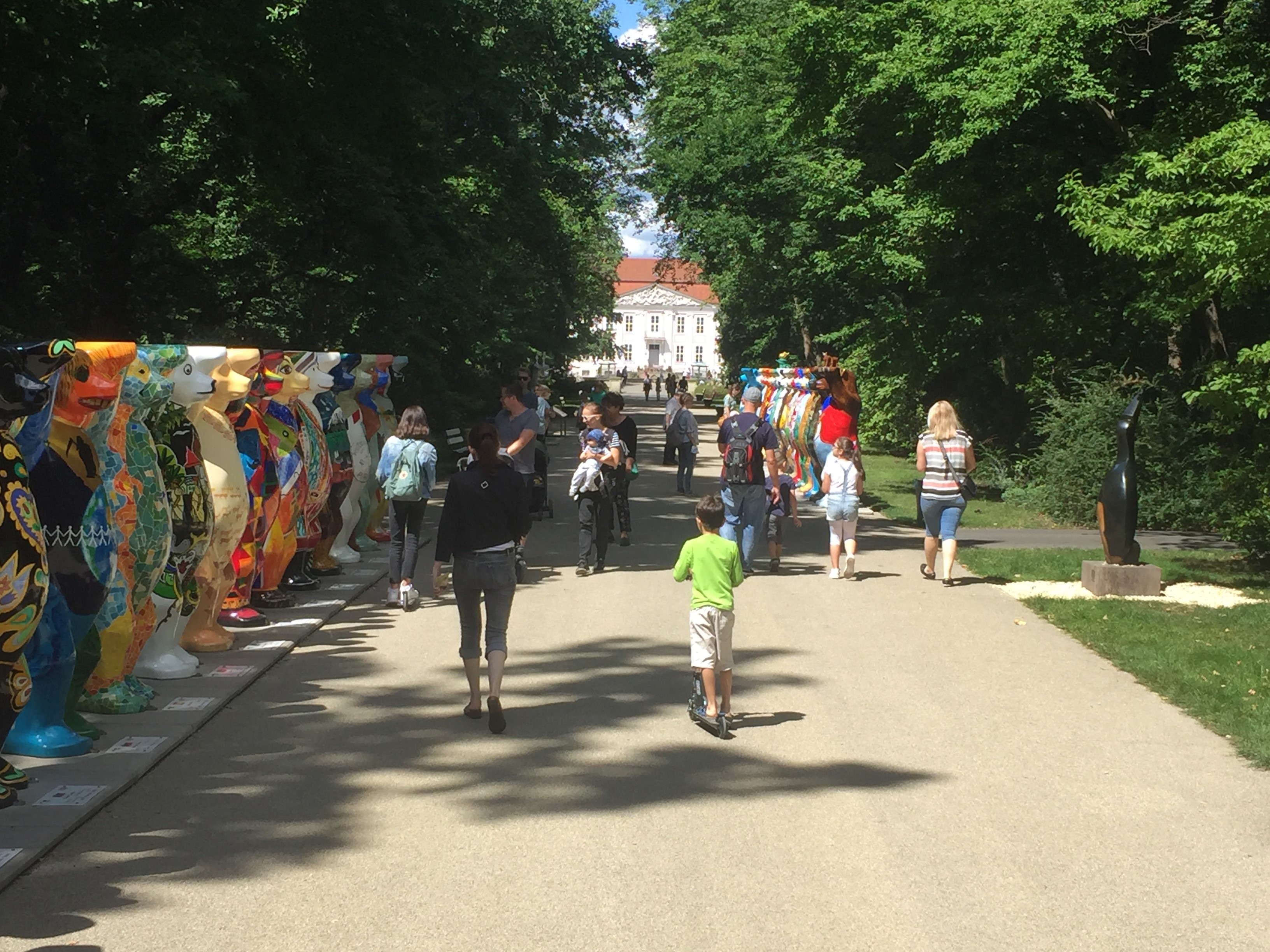
Зоопарк Фрідріхсфельде,2020

## Допомога бідним дітям
Для ініціаторів проекту United Buddy Bears важливо, щоб ведмеді-приятелі змушували не лише думати. Дії в рамках проекту нерозривно пов'язані з допомогою бідним дітям. Завдяки пожертвам і продажу скульптур на аукціонах для ЮНІСЕФ та місцевих організацій допомоги дітям вже зібрано понад 2,5 мільйонів євро.